# هاري رايموند فلمنج
هاري رايموند فلمنج هو سياسي كندي، ولد في 24 أكتوبر 1894، وتوفي في 5 نوفمبر 1942. حزبياً، نشط في الحزب الليبرالي الكندي. وقد انتخب عضو مجلس العموم الكندي.